# Шугар (телесериал)
«Шу́гар» (англ. Sugar) — американский детективный телесериал, созданный Марком Протосевичем. В главной роли снялся Колин Фаррелл, режиссёром всех эпизодов стал Фернанду Мейреллиш. Премьера первых двух эпизодов состоялась на стриминговой платформе Apple TV+ 5 апреля 2024 года. Сериал продлён на второй сезон.

## Сюжет
Загадочный частный детектив расследует исчезновение внучки голливудского продюсера и одновременно испытывает кризис веры в людей.

## В ролях

### Главные роли
- Колин Фаррелл — Джон Шугар, частный детектив
- Кирби Хауэлл-Баптист
- Эми Райан
- Деннис Буцикарис
- Алекс Эрнандес
- Линдсей Палсифер[англ.]

### Роли второго плана
- Анна Ганн
- Джеймс Кромвелл
- Нейт Корддри[англ.]
- Сидни Чендлер
- Мигел Сандовал[англ.]
- Элизабет Энвейс
- Джейсон Батлер Харнер
- Масси Фурлан[англ.]
- Адриан Мартинес[англ.]

## Эпизоды
| № | Название                                           | Режиссёр           | Автор сценария                | Дата премьеры  |
| - | -------------------------------------------------- | ------------------ | ----------------------------- | -------------- |
| 1 | «Оливия» «Olivia»                                  | Фернанду Мейреллиш | Марк Протосевич               | 5 апреля 2024  |
| 2 | «Эти люди, эти места» «These People, These Places» | Фернанду Мейреллиш | Марк Протосевич               | 5 апреля 2024  |
| 3 | «Переход Сибуя» «Shibuya Crossing»                 | Фернанду Мейреллиш | Марк Протосевич и Дэвид Розен | 12 апреля 2024 |
| 4 | «Восхищение звёздами» «Starry-Eyed»                | Фернанду Мейреллиш | Дональд Йо                    | 19 апреля 2024 |
| 5 | «Мальчик в углу» «Boy in the Corner»               | Фернанду Мейреллиш | Марк Протосевич               | 26 апреля 2024 |
| 6 | «Поеду домой» «Go Home»                            | Фернанду Мейреллиш | Дональд Йо и Сэм Кэтлин       | 3 мая 2024     |
| 7 | «Друзья на всю жизнь» «The Friends You Keep»       | Фернанду Мейреллиш | Дональд Йо и Сэм Кэтлин       | 10 мая 2024    |
| 8 | «Прощание» «Farewell»                              | Фернанду Мейреллиш | Дональд Йо и Сэм Кэтлин       | 17 мая 2024    |

## Производство
В декабре 2021 года стало известно, что Apple TV+ получил права на съёмки телесериала «Шугар» с Колином Фарреллом в главной роли, выиграв в борьбе с другими телевизионными и стриминговыми студиями. Официально Фаррелл был утверждён на главную роль в июне 2022 года, когда телесериал был запущен в производство на Apple TV+. В августе 2022 года к актёрскому составу присоединились Кирби Хауэлл-Баптист, Эми Райан, Деннис Буцикарис, Алекс Эрнандес и Линдсей Палсифер (утверждённые на главные роли), а Анна Ганн и Джеймс Кромвелл получили роли второго плана. Месяц спустя стало известно, что в сериале также снимутся Нейт Корддри, Сидни Чендлер, Мигел Сандовал, Джейсон Батлер Харнер и Элизабет Энвейс.
Съёмки начались в августе 2022 года и завершились осенью того же года.
Премьера первых двух эпизодов состоялась на стриминговой платформе Apple TV+ 5 апреля 2024 года, оставшиеся шесть эпизодов выходили раз в неделю. Последний эпизод вышел 17 мая 2024 года.

## Восприятие
На сайте-агрегаторе рецензий Rotten Tomatoes сериал имеет рейтинг 82 % на основании 72 рецензий критиков со средней оценкой 6,2 из 10 и обладает «сертификатом свежести» (англ. Certified Fresh).
На сайте-агрегаторе Metacritic рейтинг сериала составляет 67 баллов из 100 возможных на основании 25 рецензий критиков, что соответствует «в целом положительным» отзывам.